# منطقه گازل
منطقه گازل یکی از منطقه های استان بریتانیای نو شرقی واقع در کشور پاپوآ گینه نو می باشد. مرکز این منطقه کروات است. این منطقه خود از ۵ فرمانداری محلی تشکیل می گردد که هر فرمانداری به منظور سهولت در امر آمارگیری خود به چند بخش تقسیم می شود.

## تقسیمات
این منطقه دارای ۵ فرمانداری محلی است که اسامی آن ها به شرح زیر است:
- فرمانداری محلی روستایی گازله مرکزی

- فرمانداری محلی روستایی اینلند بائینینگ

- فرمانداری محلی روستایی لاسول بائینینگ

- فرمانداری محلی روستایی لیووآن-رئیمبر

- فرمانداری محلی روستایی توما-وونادیدیر